# Railleu
Railleu  (en catalan Ralleu) est une commune française, située dans l'ouest du département des Pyrénées-Orientales en région Occitanie. Sur le plan historique et culturel, la commune est dans le pays de Conflent, correspondant à l'ensemble des vallées pyrénéennes qui « confluent » avec le lit creusé par la Têt entre Mont-Louis et Rodès.
Exposée à un climat de montagne, elle est drainée par la rivière de Cabrils, la rivière de Caudiès et par deux autres cours d'eau. Incluse dans le parc naturel régional des Pyrénées catalanes, la commune possède un patrimoine naturel remarquable : deux sites Natura 2000 (le « massif du Madres-Coronat » et le « massif de Madres-Coronat ») et une zone naturelle d'intérêt écologique, faunistique et floristique.
Railleu est une commune rurale qui compte 23 habitants en 2022, après avoir connu un pic de population de 312 habitants en 1806. Ses habitants sont appelés les Raillannencs ou  Raillannenques.

## Géographie

### Localisation
La commune de Railleu se trouve dans le département des Pyrénées-Orientales, en région Occitanie.
Elle se situe à 60 km à vol d'oiseau de Perpignan, préfecture du département, et à 20 km de Prades, sous-préfecture.
Les communes les plus proches sont : 
Ayguatébia-Talau (1,5 km), Sansa (1,9 km), Caudiès-de-Conflent (2,7 km), Matemale (5,2 km), Réal (6,3 km), Oreilla (6,6 km), Formiguères (7,3 km), Thuès-Entre-Valls (7,6 km).
Sur le plan historique et culturel, Railleu fait partie de la région de Conflent, héritière de l'ancien comté de Conflent et de la viguerie de Conflent. Ce pays correspond à l'ensemble des vallées pyrénéennes qui « confluent » avec le lit creusé par la Têt entre Mont-Louis, porte de la Cerdagne, et Rodès, aux abords de la plaine du Roussillon.

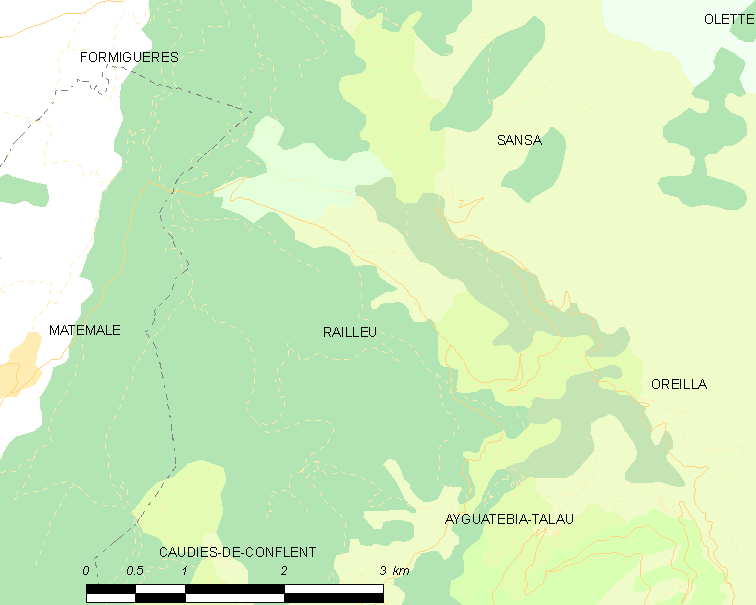
Situation de la commune.

| Formiguères (par un quadripoint) | Sansa            |                     |
| Matemale                         | Railleu          | Oreilla (sur 100 m) |
| Caudiès-de-Conflent              | Ayguatébia-Talau |                     |

### Géologie et relief
La commune est classée en zone de sismicité 4, correspondant à une sismicité moyenne.
La commune de Railleu repose presque entièrement sur le granite du pluton de Mont-Louis. Ce dernier s'est mis en place en profondeur il y a environ 300 millions d'années. Le granite a depuis été exposé à la surface par le soulèvement tectonique et l'érosion.

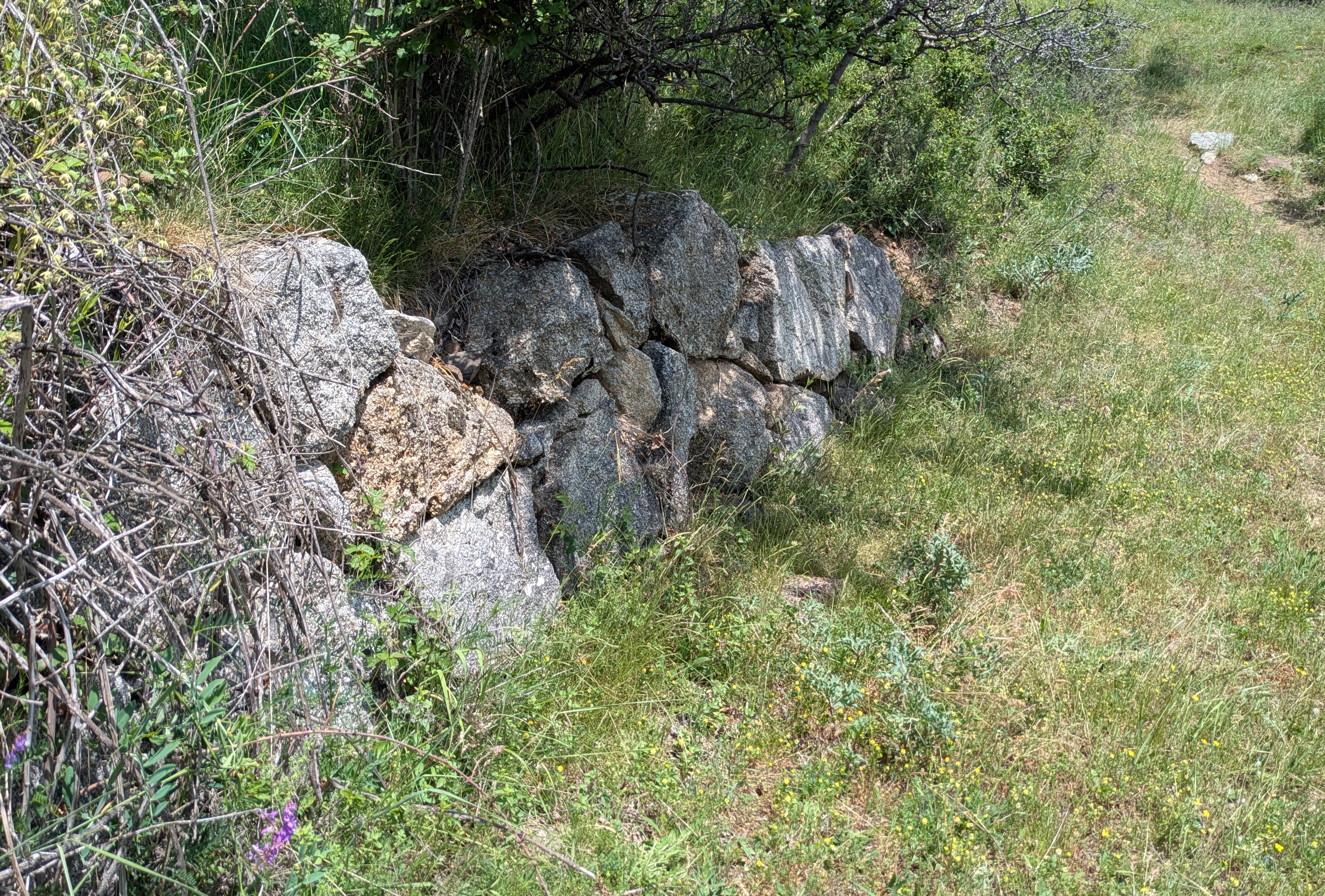
Mur construit avec des blocs de granit local, près du village de Railleu.
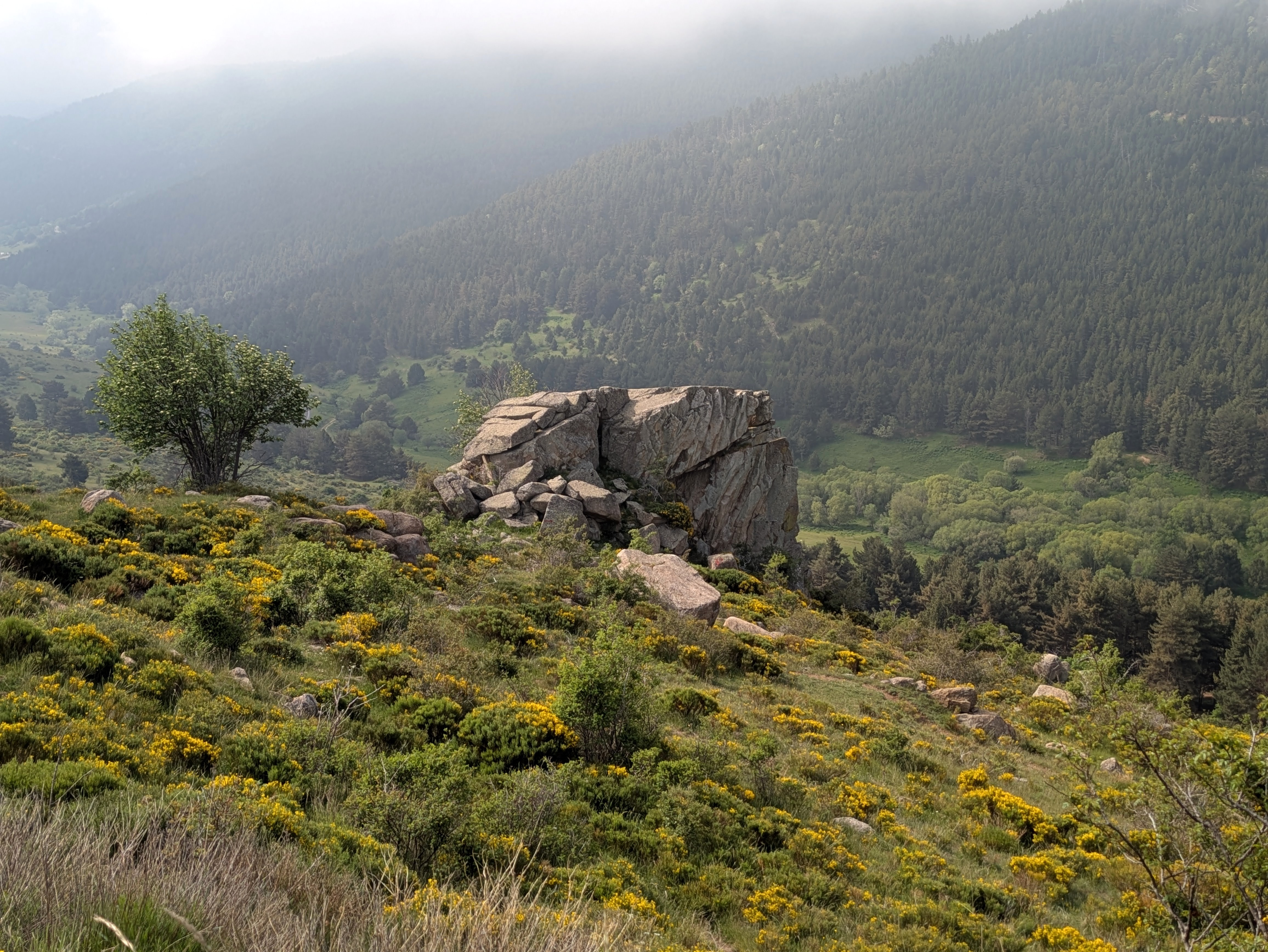
Un tor de granit sur une colline de la commune de Railleu.
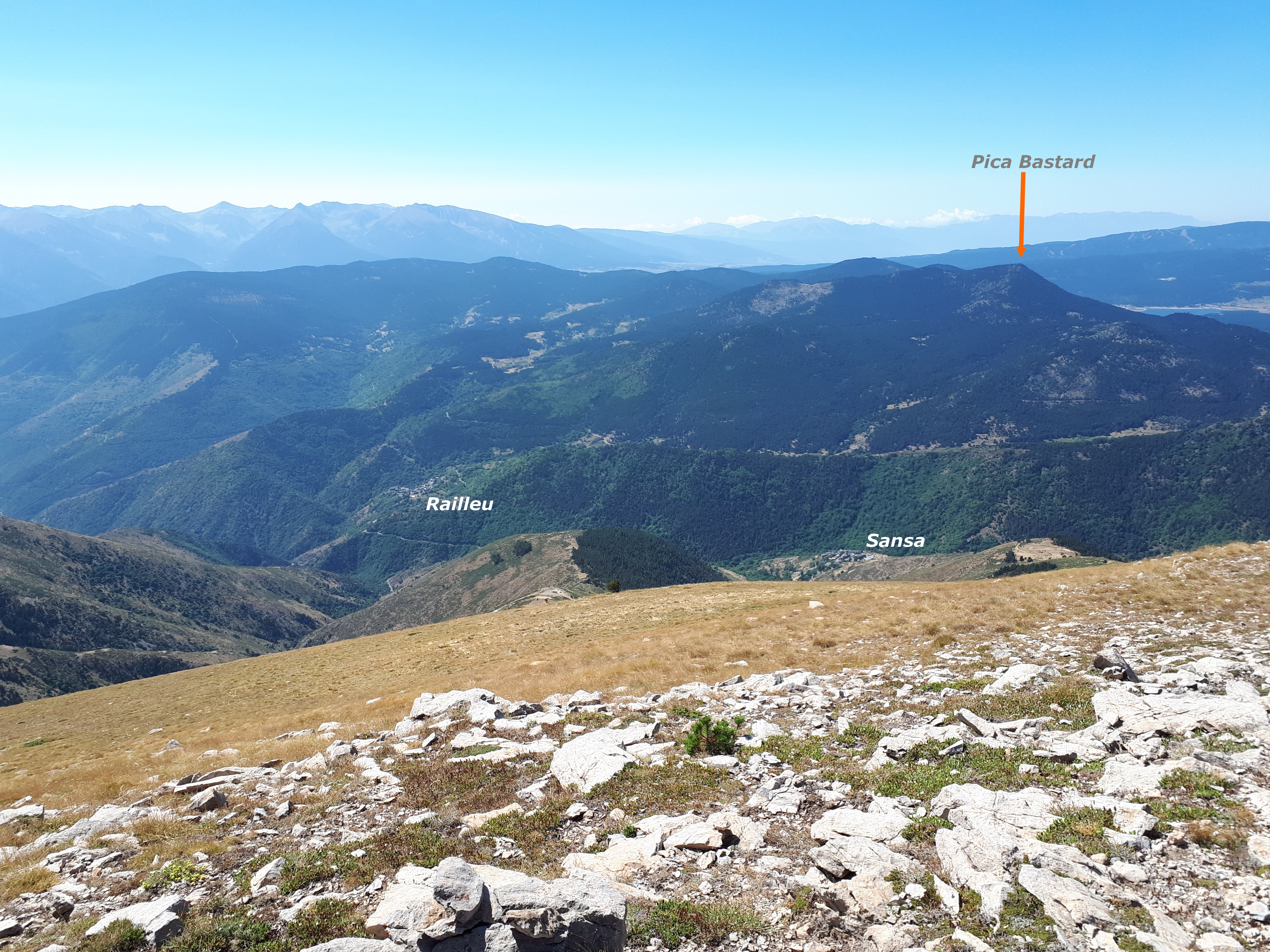
Vue depuis Puig de Pelada sur le village de Railleu et sur le point culminant de la commune de Railleu, Pica Bastard (2093 m).

La commune se situe dans la zone de relief des Garrotxes, une zone au relief prononcé. Ici, la rivière Cabrils avait, durant les périodes froides du Quaternaire, un pouvoir érosif accru lorsqu'il était alimenté par les eaux de fonte des glaciers de la partie supérieure du massif du Madres.

### Climat
Pour des articles plus généraux, voir Climat de l'Occitanie et Climat des Pyrénées-Orientales.
En 2010, le climat de la commune est de type climat des marges montargnardes, selon une étude du CNRS s'appuyant sur une série de données couvrant la période 1971-2000. En 2020, Météo-France publie une typologie des climats de la France métropolitaine dans laquelle la commune est exposée à un climat de montagne ou de marges de montagne et est dans la région climatique Pyrénées orientales, caractérisée par une faible pluviométrie, un très bon ensoleillement (2 600 h/an), un air sec, particulièrement en hiver et peu de brouillards.
Pour la période 1971-2000, la température annuelle moyenne est de 8,8 °C, avec une amplitude thermique annuelle de 14,5 °C. Le cumul annuel moyen de précipitations est de 965 mm, avec 7,3 jours de précipitations en janvier et 5,7 jours en juillet. Pour la période 1991-2020, la température moyenne annuelle observée sur la station météorologique la plus proche, située sur la commune de Formiguères à 7 km à vol d'oiseau, est de 7,6 °C et le cumul annuel moyen de précipitations est de 737,3 mm,. Pour l'avenir, les paramètres climatiques de la commune estimés pour 2050 selon différents scénarios d’émission de gaz à effet de serre sont consultables sur un site dédié publié par Météo-France en novembre 2022.

### Milieux naturels et biodiversité

#### Espaces protégés
La protection réglementaire est le mode d’intervention le plus fort pour préserver des espaces naturels remarquables et leur biodiversité associée,.
Un  espace protégé est présent sur la commune : 
le parc naturel régional des Pyrénées catalanes, créé en 2004 et d'une superficie de 139 062 ha, qui s'étend sur 66 communes du département. Ce territoire s'étage des fonds maraîchers et fruitiers des vallées de basse altitude aux plus hauts sommets des Pyrénées-Orientales en passant par les grands massifs de garrigue et de forêt méditerranéenne,.

#### Réseau Natura 2000

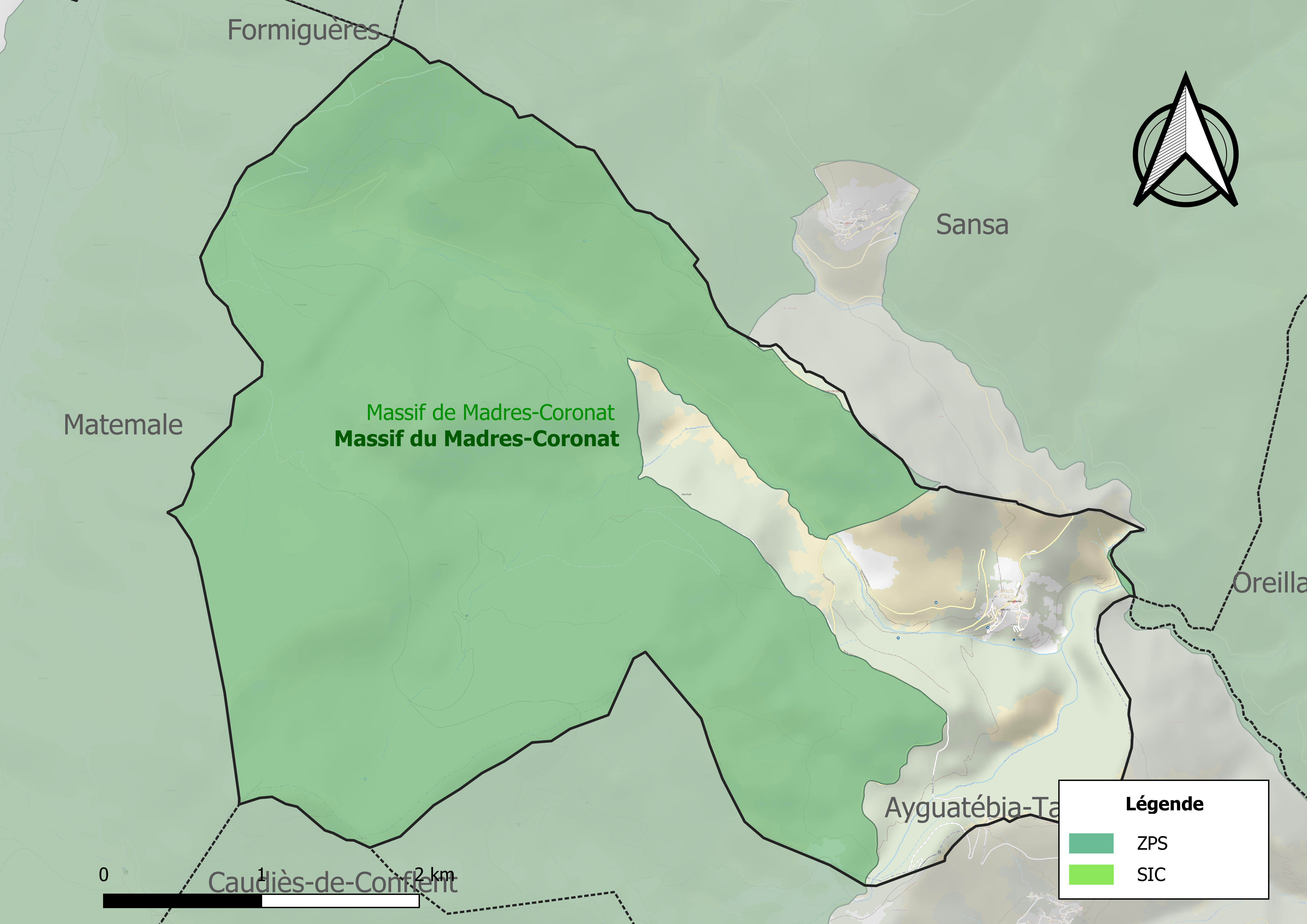
Site Natura 2000 sur le territoire communal.

Le réseau Natura 2000 est un réseau écologique européen de sites naturels d'intérêt écologique élaboré à partir des directives habitats et oiseaux, constitué de zones spéciales de conservation (ZSC) et de zones de protection spéciale (ZPS).
Un site Natura 2000 a été défini sur la commune au titre de la directive habitats.
- le « massif de Madres-Coronat », d'une superficie de 21 363 ha, offre une multitude de faciès de végétation avec aussi bien des garrigues supra-méditerranéennes, des pinèdes à Pin sylvestre ou à Pin à crochet, que des hêtraies pures ou des hêtraies-sapinières, des landes à Genêt purgatif ou à Rhododendron, ou encore des pelouses alpines[21] et  au titre de la directive oiseaux[20]
- le « massif du Madres-Coronat », d'une superficie de 21 396 ha, présente un fort intérêt écologique pour 17 espèces inscrites à l'annexe I de la directive oiseaux, dont le Gypaète barbu[22].

#### Zones naturelles d'intérêt écologique, faunistique et floristique

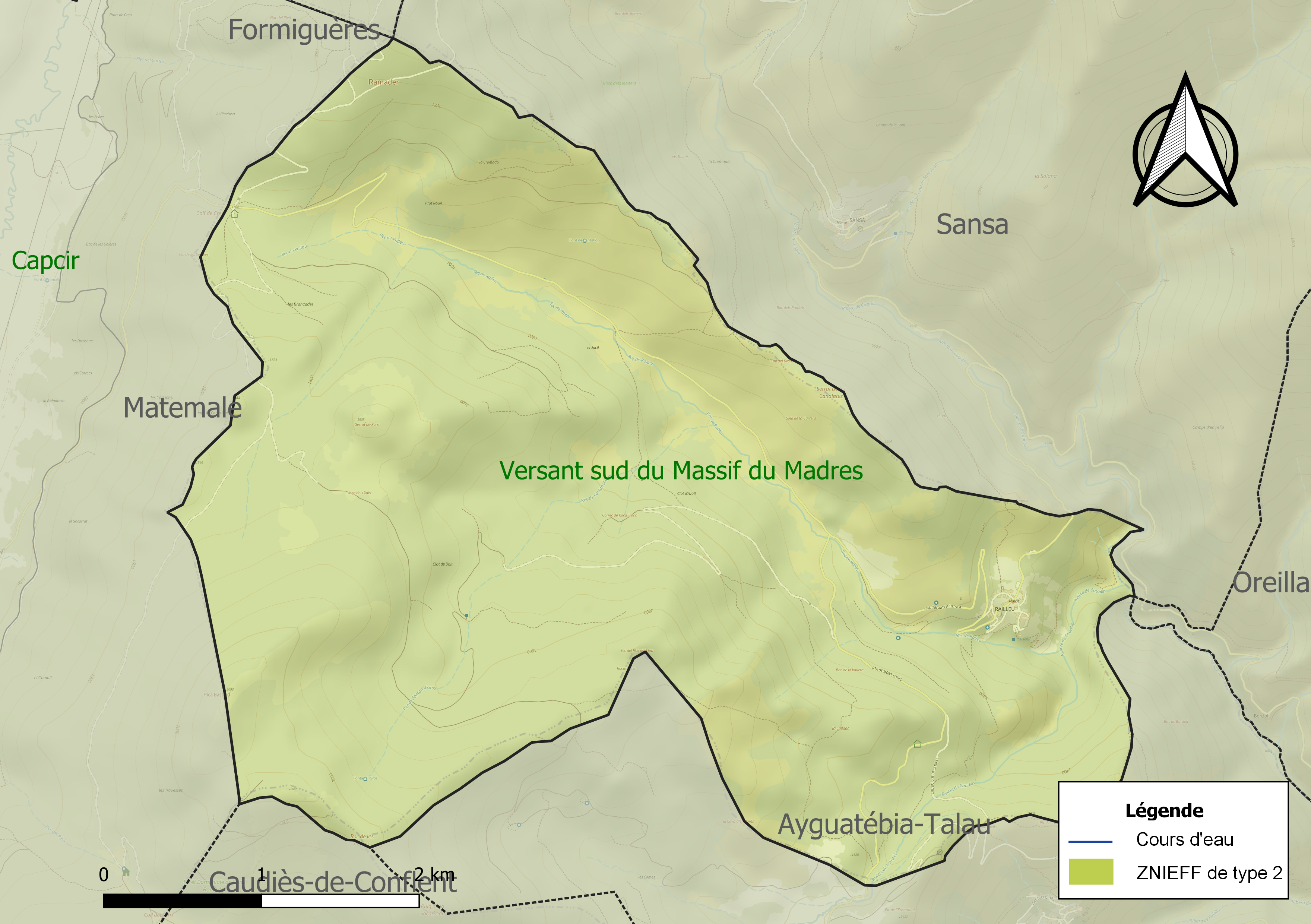
Carte de la ZNIEFF de type 2 localisée sur la commune.

L’inventaire des zones naturelles d'intérêt écologique, faunistique et floristique (ZNIEFF) a pour objectif de réaliser une couverture des zones les plus intéressantes sur le plan écologique, essentiellement dans la perspective d’améliorer la connaissance du patrimoine naturel national et de fournir aux différents décideurs un outil d’aide à la prise en compte de l’environnement dans l’aménagement du territoire.
Une ZNIEFF de type 2 est recensée sur la commune :
le « versant sud du massif du Madres » (27 267 ha), couvrant 27 communes du département.

## Urbanisme

### Typologie
Au 1er janvier 2024, Railleu est catégorisée commune rurale à habitat très dispersé, selon la nouvelle grille communale de densité à sept niveaux définie par l'Insee en 2022.
Elle est située hors unité urbaine et hors attraction des villes,.

### Occupation des sols
L'occupation des sols de la commune, telle qu'elle ressort de la base de données européenne d’occupation biophysique des sols Corine Land Cover (CLC), est marquée par l'importance des forêts et milieux semi-naturels (100 % en 2018), une proportion identique à celle de 1990 (100 %). La répartition détaillée en 2018 est la suivante : 
forêts (69,1 %), milieux à végétation arbustive et/ou herbacée (30,9 %). L'évolution de l’occupation des sols de la commune et de ses infrastructures peut être observée sur les différentes représentations cartographiques du territoire : la carte de Cassini (XVIIIe siècle), la carte d'état-major (1820-1866) et les cartes ou photos aériennes de l'IGN pour la période actuelle (1950 à aujourd'hui).

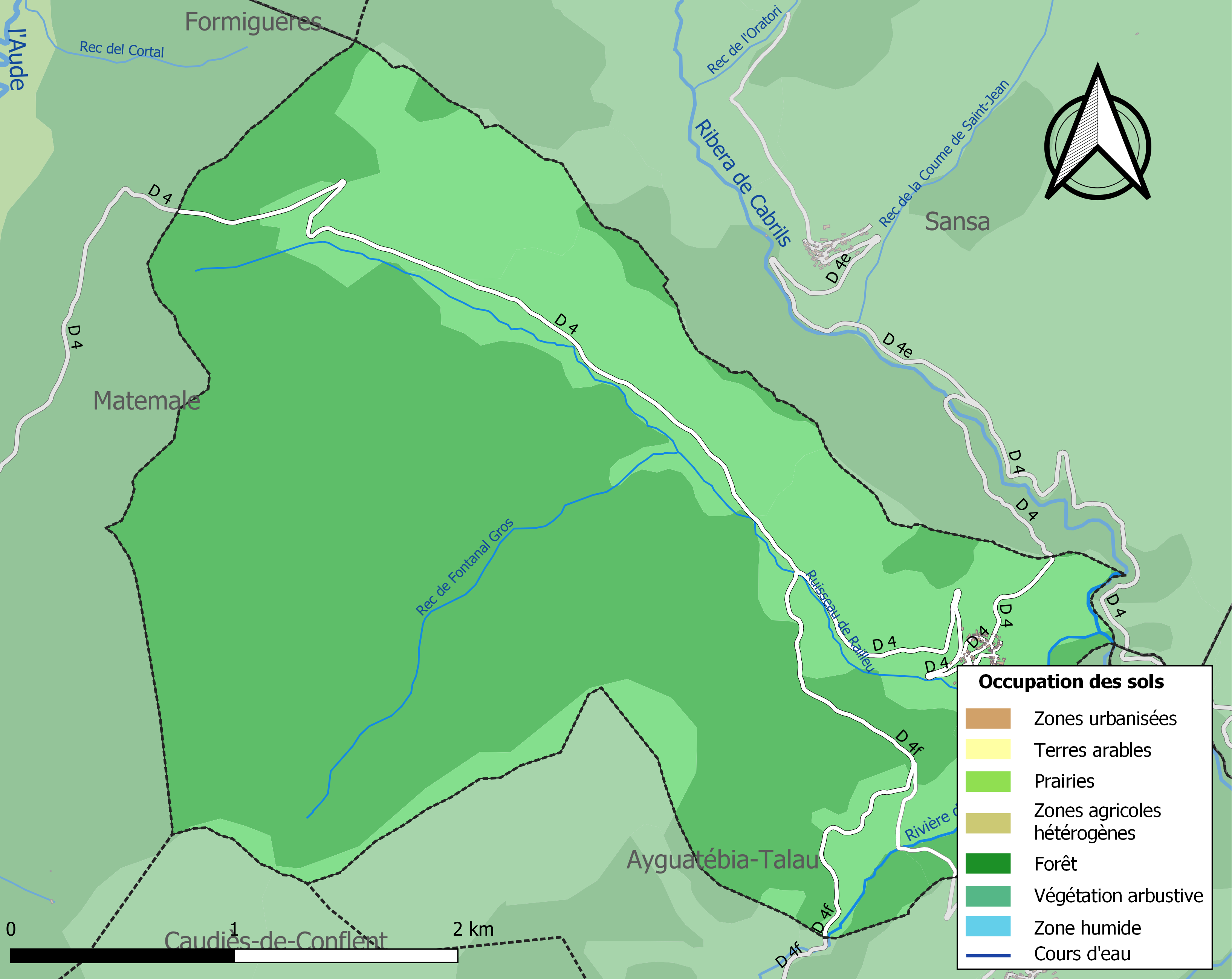
Carte des infrastructures et de l'occupation des sols de la commune en 2018 (CLC).

### Voies de communication et transports

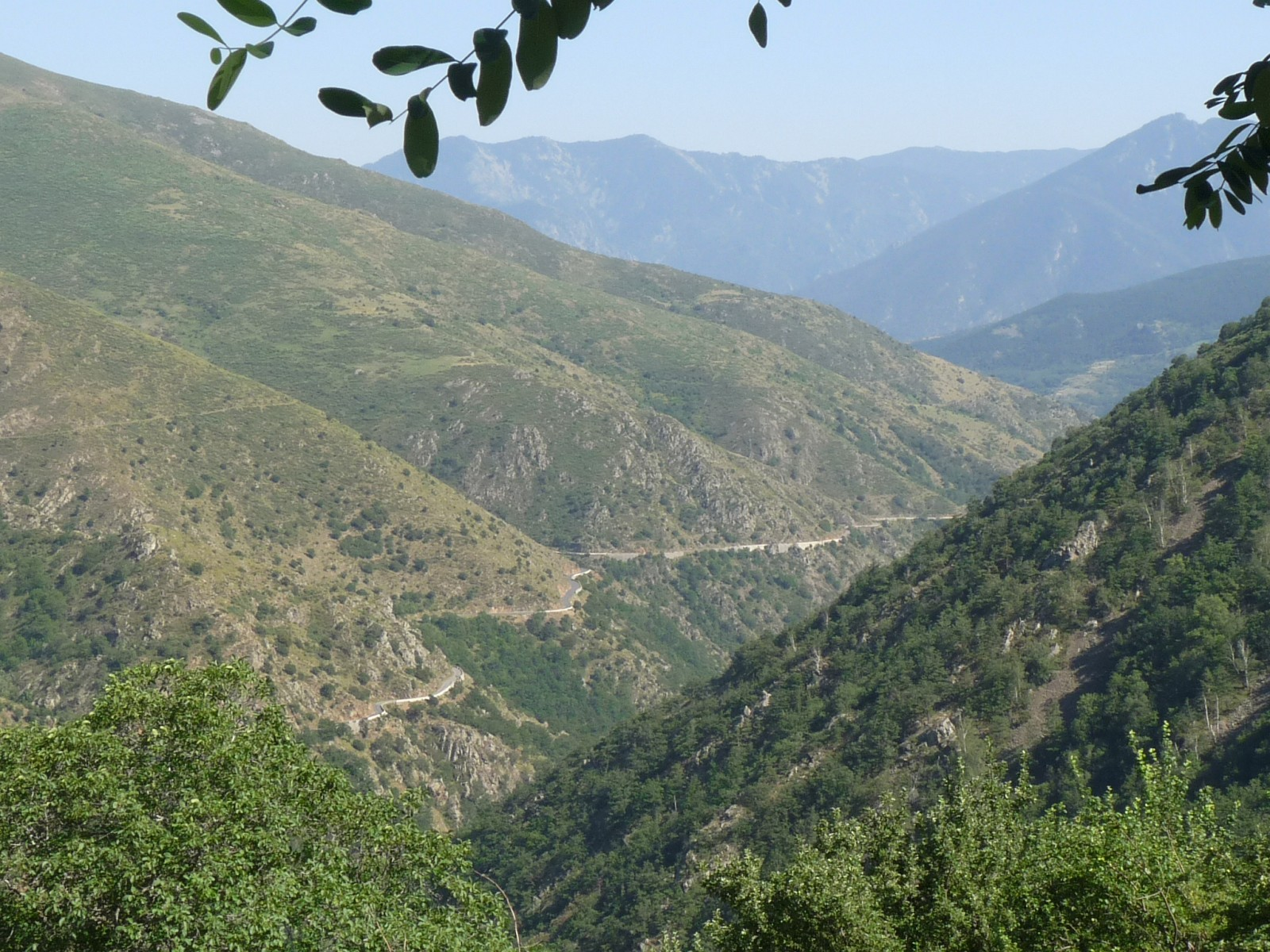
Vue de la route de Sansa

### Risques majeurs
Le territoire de la commune de Railleu est vulnérable à différents aléas naturels : inondations, climatiques (grand froid ou canicule), feux de forêts, mouvements de terrains, avalanche  et séisme (sismicité moyenne). Il est également exposé à un risque particulier, le risque radon,.

#### Risques naturels

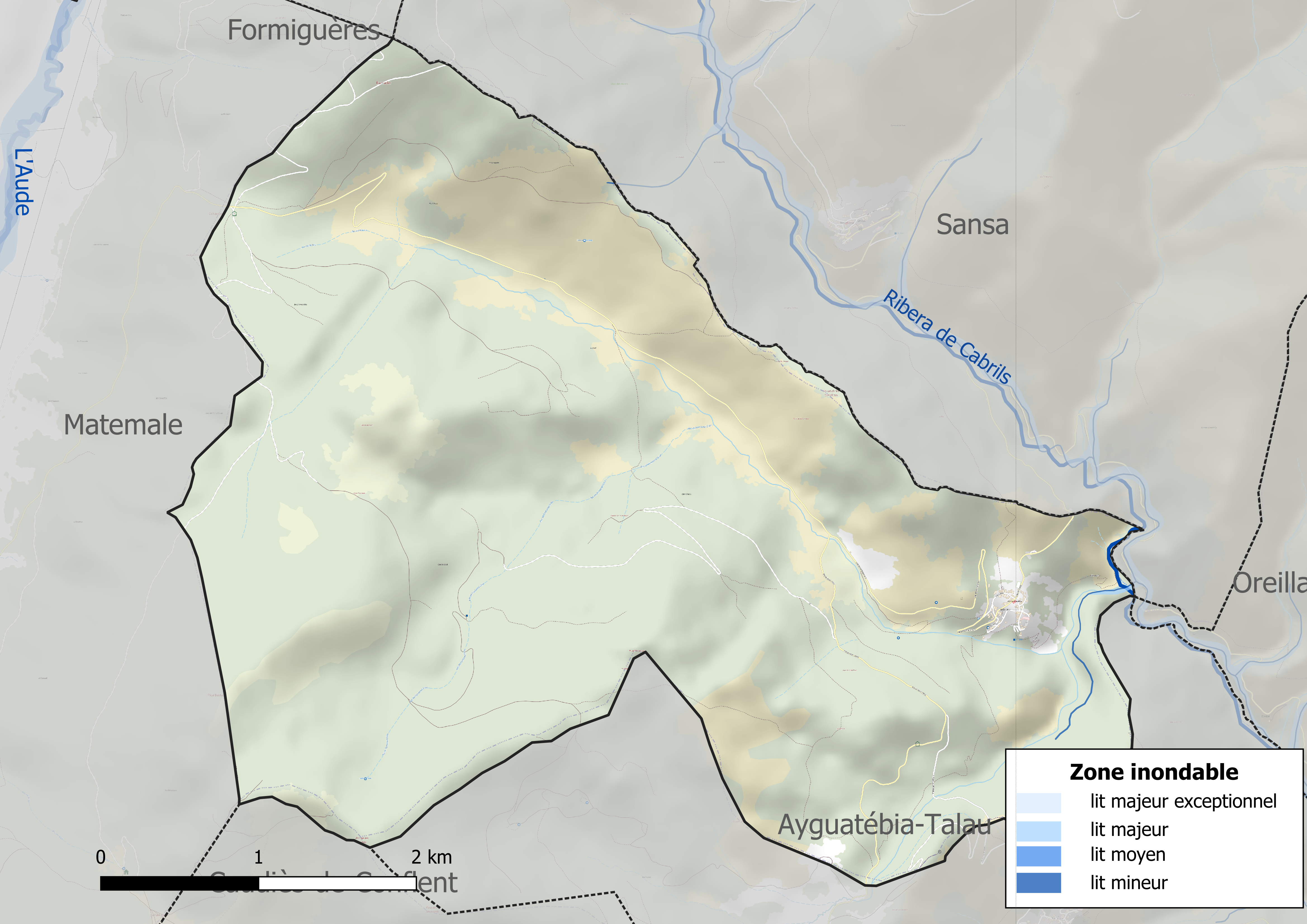
Zones inondables de la commune de Railleu.

Certaines parties du territoire communal sont susceptibles d’être affectées par le risque d’inondation par crue torrentielle de cours d'eau du bassin de la Têt.
Les mouvements de terrains susceptibles de se produire sur la commune sont soit des glissements de terrains, soit des chutes de blocs.

#### Risque particulier
Dans plusieurs parties du territoire national, le radon, accumulé dans certains logements ou autres locaux, peut constituer une source significative d’exposition de la population aux rayonnements ionisants. Toutes les communes du département sont concernées par le risque radon à un niveau plus ou moins élevé. Selon la classification de 2018, la commune de Railleu est classée en zone 3, à savoir zone à potentiel radon significatif.

## Toponymie
En catalan, le nom de la commune est Ralleu.

## Histoire

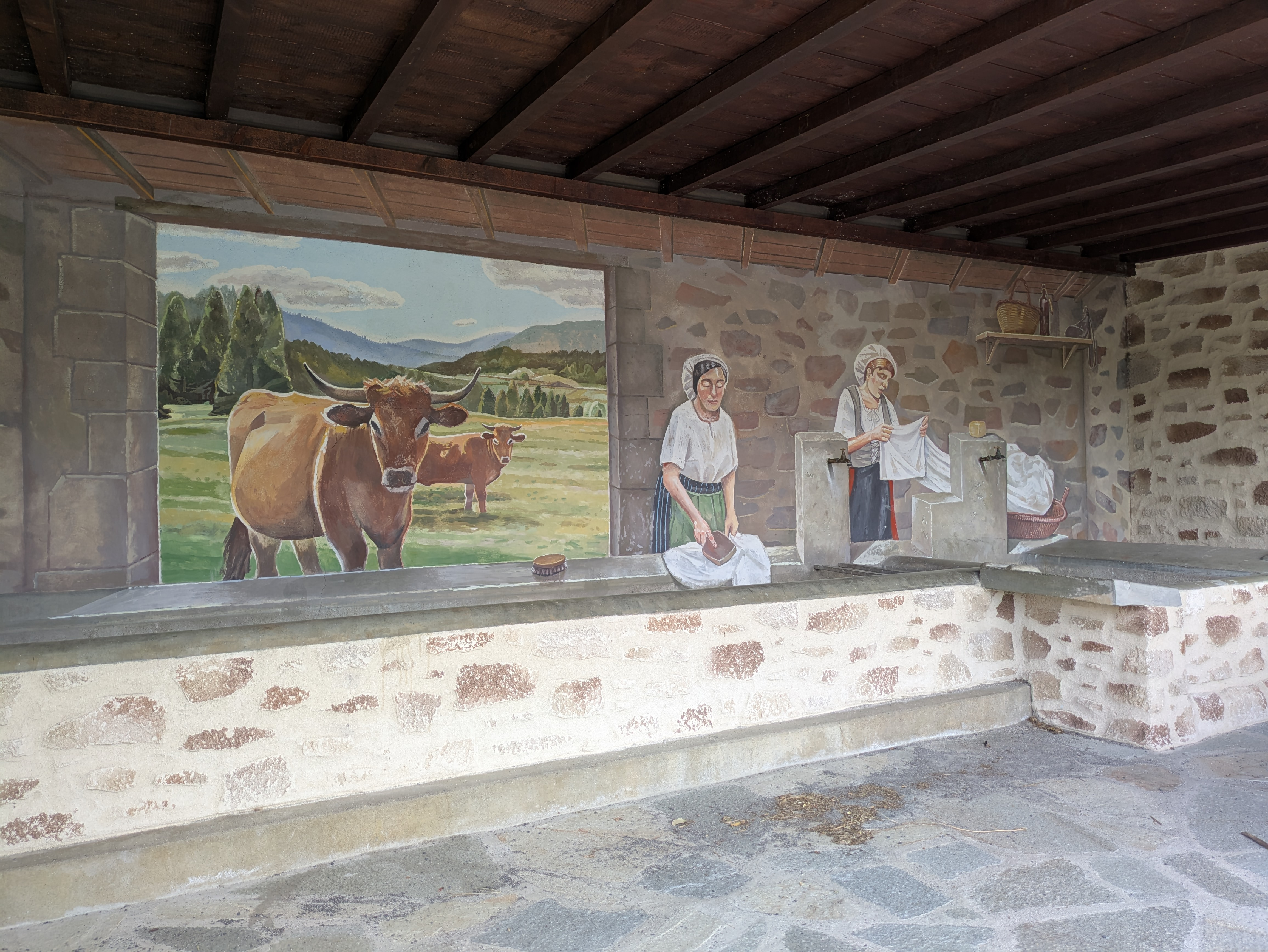
Le lavoir du village de Railleu, avec une peinture en trompe-l'œil représentant une scène de l'époque précédant l'arrivée des machines à laver.

La commune adhère à la Communauté de communes Capcir Haut-Conflent par arrêté préfectoral du 28 décembre 2001.

## Politique et administration
À compter des élections départementales de 2015, la commune est incluse dans le nouveau canton des Pyrénées catalanes.

### Liste des maires

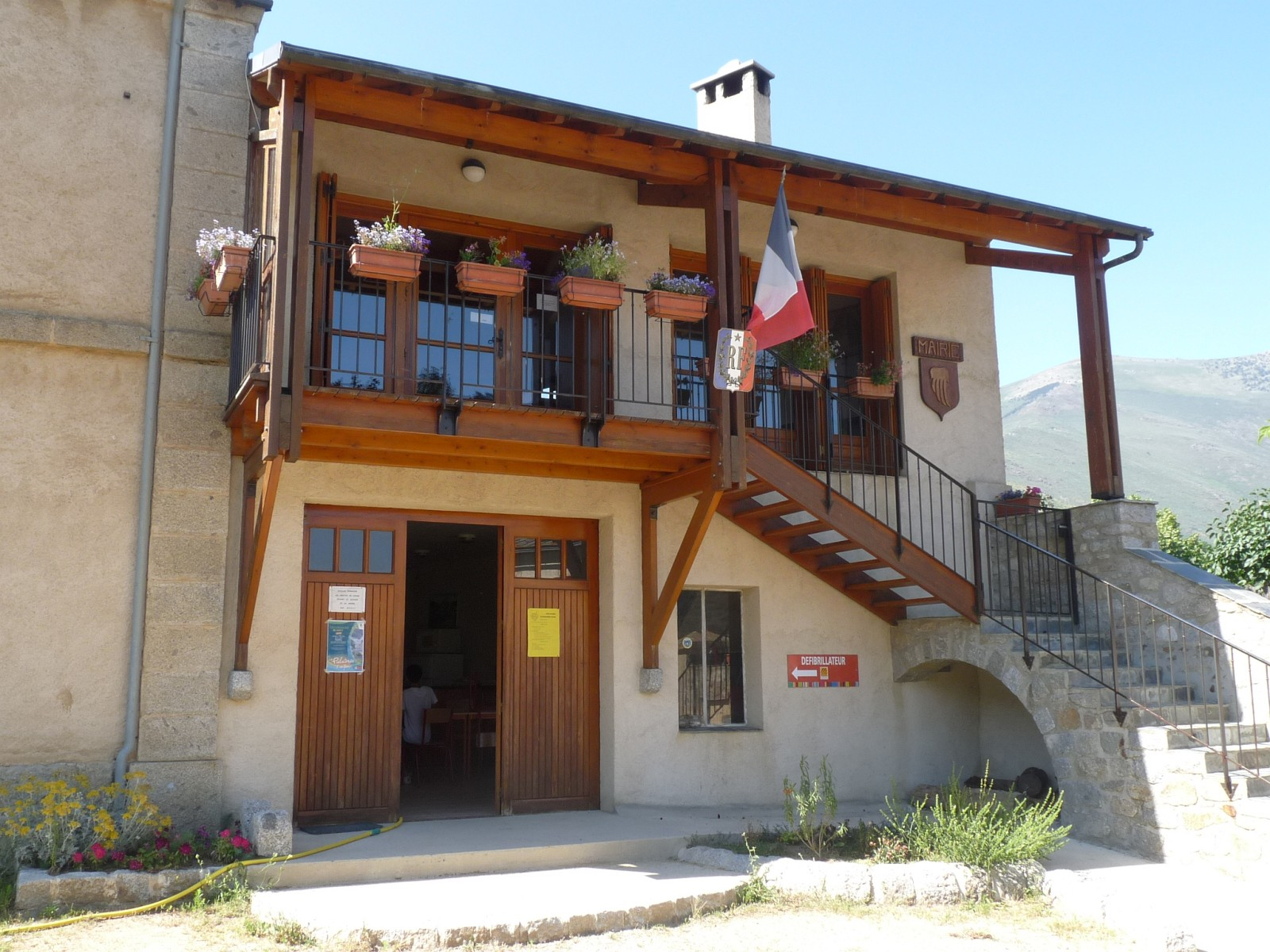
La mairie

| Période   | Période   | Identité             | Étiquette | Qualité |
| --------- | --------- | -------------------- | --------- | ------- |
| mars 2001 | mars 2008 | Marcel Mayens        |           |         |
| mars 2008 | mars 2014 | Marie-Claude Raspaut |           |         |
| mars 2014 | mai 2020  | Yves Dourliach       |           |         |
| mai 2020  | En cours  | Patrice Camps        |           |         |

## Population et société

### Démographie ancienne
La population est exprimée en nombre de feux (f) ou d'habitants (H).
| 1365 | 1378 | 1720 | 1767  | 1774 | 1789 |
| ---- | ---- | ---- | ----- | ---- | ---- |
| 15 f | 11 f | 21 f | 227 H | 48 f | 47 f |

### Démographie contemporaine
L'évolution du nombre d'habitants est connue à travers les recensements de la population effectués dans la commune depuis 1793. Pour les communes de moins de 10 000 habitants, une enquête de recensement portant sur toute la population est réalisée tous les cinq ans, les populations de référence des années intermédiaires étant quant à elles estimées par interpolation ou extrapolation. Pour la commune, le premier recensement exhaustif entrant dans le cadre du nouveau dispositif a été réalisé en 2005.

En 2022, la commune comptait 23 habitants, en évolution de −23,33 % par rapport à 2016 (Pyrénées-Orientales : +3,92 %, France hors Mayotte : +2,11 %).
| 1793 | 1800 | 1806 | 1821 | 1831 | 1836 | 1841 | 1846 | 1851 |
| ---- | ---- | ---- | ---- | ---- | ---- | ---- | ---- | ---- |
| 287  | 282  | 312  | 305  | 288  | 281  | 268  | 248  | 250  |

| 1856 | 1861 | 1866 | 1872 | 1876 | 1881 | 1886 | 1891 | 1896 |
| ---- | ---- | ---- | ---- | ---- | ---- | ---- | ---- | ---- |
| 243  | 240  | 247  | 224  | 221  | 218  | 214  | 186  | 200  |

| 1901 | 1906 | 1911 | 1921 | 1926 | 1931 | 1936 | 1946 | 1954 |
| ---- | ---- | ---- | ---- | ---- | ---- | ---- | ---- | ---- |
| 198  | 190  | 177  | 119  | 99   | 91   | 85   | 78   | 61   |

| 1962 | 1968 | 1975 | 1982 | 1990 | 1999 | 2005 | 2006 | 2010 |
| ---- | ---- | ---- | ---- | ---- | ---- | ---- | ---- | ---- |
| 48   | 25   | 11   | 10   | 11   | 16   | 12   | 11   | 22   |

| 2015 | 2020 | 2022 | - | - | - | - | - | - |
| ---- | ---- | ---- | - | - | - | - | - | - |
| 29   | 23   | 23   | - | - | - | - | - | - |

| selon la population municipale des années : | 1968 | 1975 | 1982 | 1990 | 1999 | 2006 | 2009 | 2013 |
| Rang de la commune dans le département      | 215  | 209  | 220  | 224  | 222  | 225  | 224  | 222  |
| Nombre de communes du département           | 232  | 217  | 220  | 225  | 226  | 226  | 226  | 226  |

### Manifestations culturelles et festivités
- Fête communale : Pentecôte[44].

## Économie

### Emploi
|                | 2008   | 2013   | 2018   |
| -------------- | ------ | ------ | ------ |
| Commune        | 9,1 %  | 5 %    | 16,7 % |
| Département    | 10,3 % | 12,9 % | 13,3 % |
| France entière | 8,3 %  | 10 %   | 10 %   |

En 2018, la population âgée de 15 à 64 ans s'élève à 15 personnes, parmi lesquelles on compte 58,3 % d'actifs (41,7 % ayant un emploi et 16,7 % de chômeurs) et 41,7 % d'inactifs,. En  2018, le taux de chômage communal (au sens du recensement) des 15-64 ans est supérieur à celui de la France et du département, alors qu'il était inférieur à celui du département en 2008.
La commune est hors attraction des villes,. Elle compte 5 emplois en 2018, contre 8 en 2013 et 1 en 2008. Le nombre d'actifs ayant un emploi résidant dans la commune est de 8, soit un indicateur de concentration d'emploi de 62,9 % et un taux d'activité parmi les 15 ans ou plus de 38,1 %.
Sur ces 8 actifs de 15 ans ou plus ayant un emploi, 4 travaillent dans la commune, soit 50 % des habitants. Pour se rendre au travail, 83,3 % des habitants utilisent un véhicule personnel ou de fonction à quatre roues et 16,7 % s'y rendent en deux-roues, à vélo ou à pied.

### Activités
Deux établissements seulement relevant d’une activité hors champ de l’agriculture sont implantés  à Railleu au 31 décembre 2019.

### Agriculture
Le nombre d'exploitations agricoles en activité et ayant leur siège dans la commune est de 1 lors du recensement agricole de 2020 et la surface agricole utilisée de 31 ha,.

## Culture locale et patrimoine

### Monuments et lieux touristiques
Patrimoine remarquable :

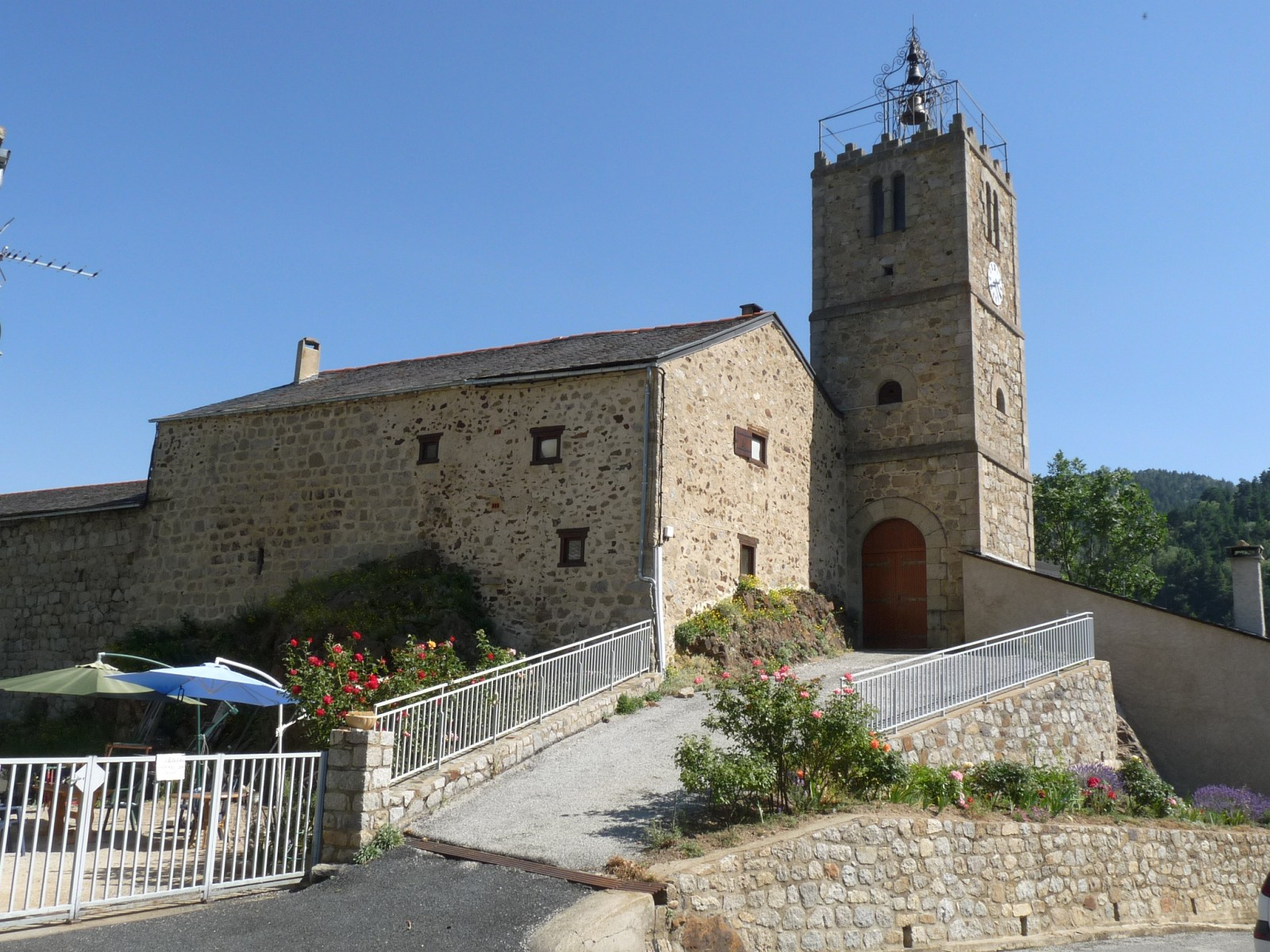
L'église Saint-Julien

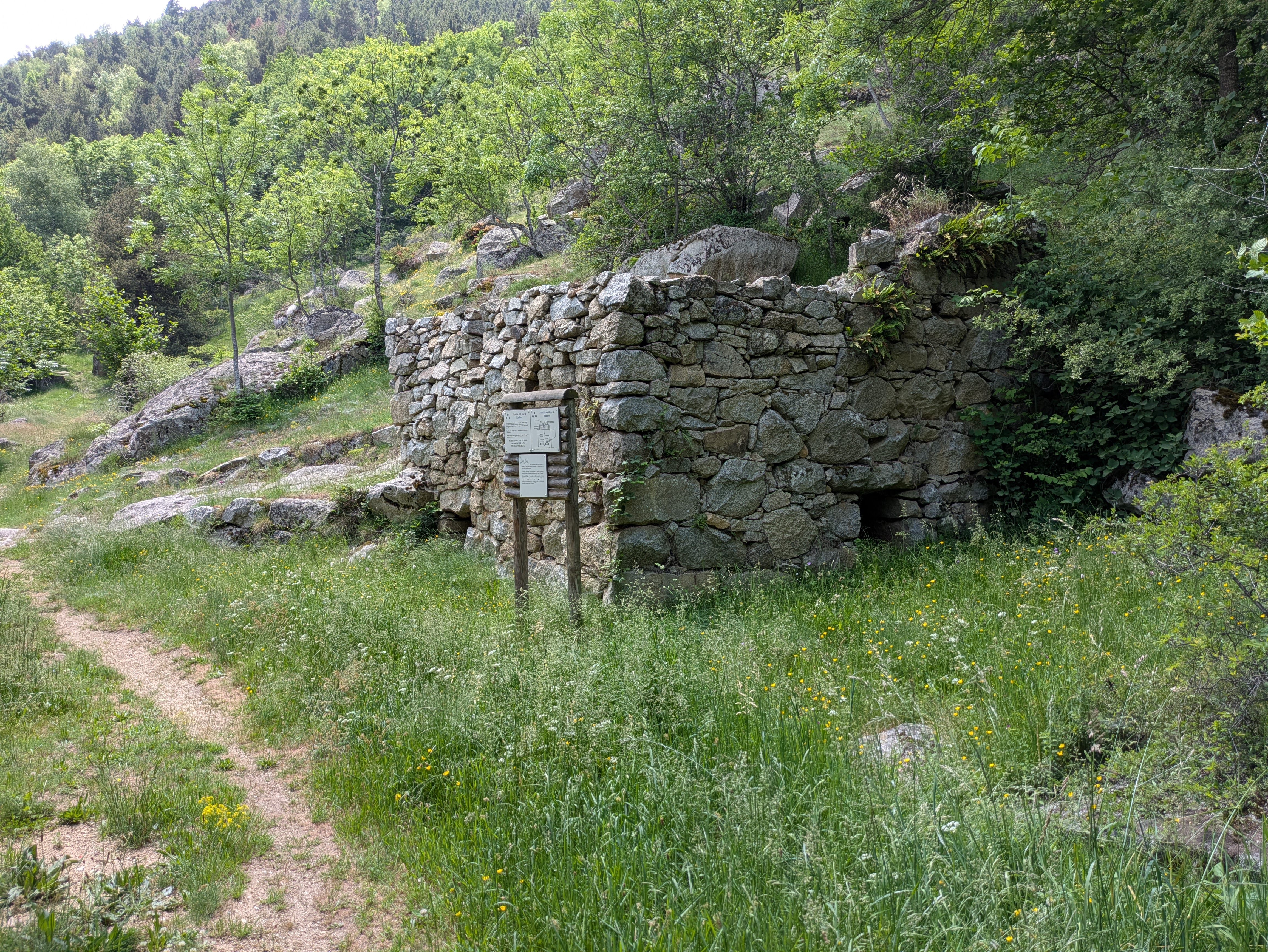
El Molí del Bac.

- Ancienne église Saint-Julien, romane, en ruines à l'écart du village ;
- Église Saint-Julien-et-Sainte-Basilisse de Railleu (1687), dédiée aux saints Julien et Basilisse retable du maître-autel (1705) et deux Christ du XVIIIe siècle ;
- Ruines du château ;
- Croix du cimetière :
- El Molí del Bac - un ancien moulin à eau pour moudre le grain, près du village de Railleu[46]. Le moulin a été partiellement restauré en 2012 par la Communauté de Communes Capcir - Haut Conflent[47].

### Héraldique
| Blason de Railleu | Blason  | De gueules au demi-vol abaissé d’or.             |
| Blason de Railleu | Détails | Le statut officiel du blason reste à déterminer. |